# Raye Montague
Pour les articles homonymes, voir Montague.
Raye Jean Montague (née Jordan ; 21 janvier 1935 - 10 octobre 2018) est une ingénieure navale américaine responsable de la création de la première ébauche informatisée d'un navire de guerre américain. Elle est la première femme à avoir dirigé des programmes de navires dans la marine américaine.

## Famille et éducation
Raye Jordan est née à Little Rock, Arkansas le 21 janvier 1935; elle est la fille de  Rayford Jordan et Flossie Graves Jordan. Elle découvre sa vocation pour l'ingénierie lorsqu'elle voit un sous-marin allemand capturé par les Américains et exposé à travers tous les États-Unis. 
Elle sort diplômée de l'école secondaire Merrill en 1952. Elle entre à l'Arkansas Agricultural, Mechanical & Normal College (maintenant l'Université de l'Arkansas à Pine Bluff ) et obtient son diplôme de business en 1956. À l'époque, le programme d'ingénierie de l'Université de l'Arkansas n'admettait pas les étudiants afro-américains.

## Carrière

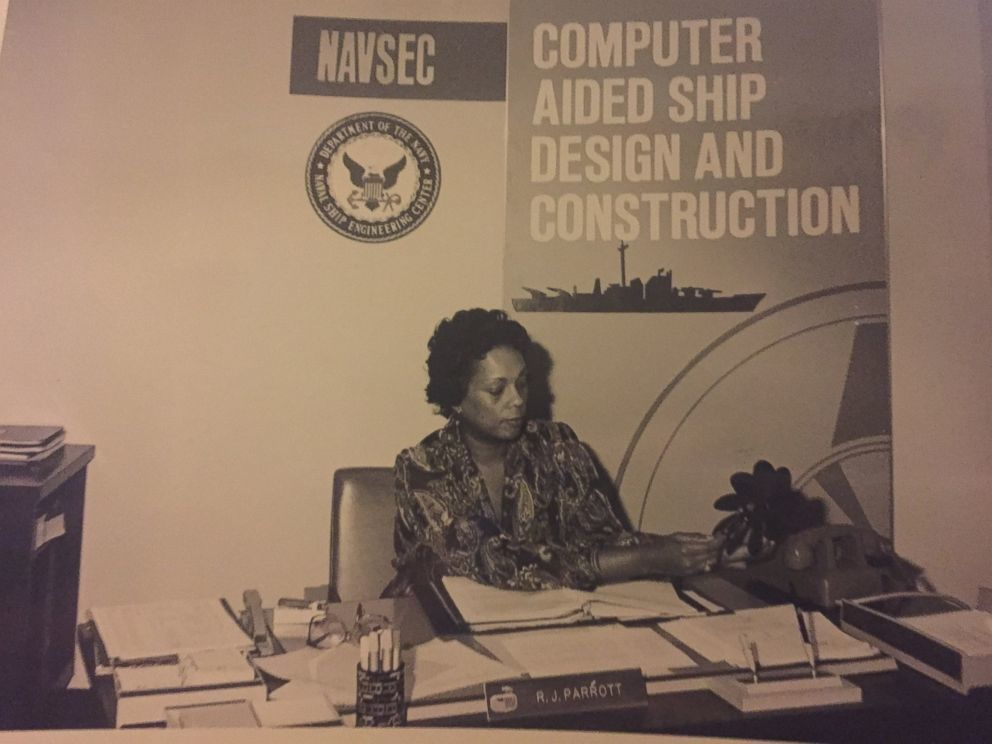
Raye Montague à son bureau.

Montague a rejoint la marine des États-Unis en 1956 à Washington, DC, en tant que dactylo. A son travail, elle est assise à côté d'un ordinateur UNIVAC I, et elle regarde les ingénieurs le faire fonctionner jusqu'à ce qu'un jour, quand tous les ingénieurs étaient malades, elle saute sur l'occasion pour faire fonctionner la machine. Elle suit des cours de programmation informatique à l'école du soir tout en continuant à travailler le jour. Elle est nommée analyste des systèmes informatiques au Naval Ship Engineering Center, puis directrice du programme de conception intégrée, de fabrication et de maintenance du Naval Sea Systems Command (NAVSEA), chef de division pour la conception et le programme de conception assistées par ordinateur(CAD / CAM) et directrice adjointe du programme d'amélioration des systèmes d'information de la Marine.

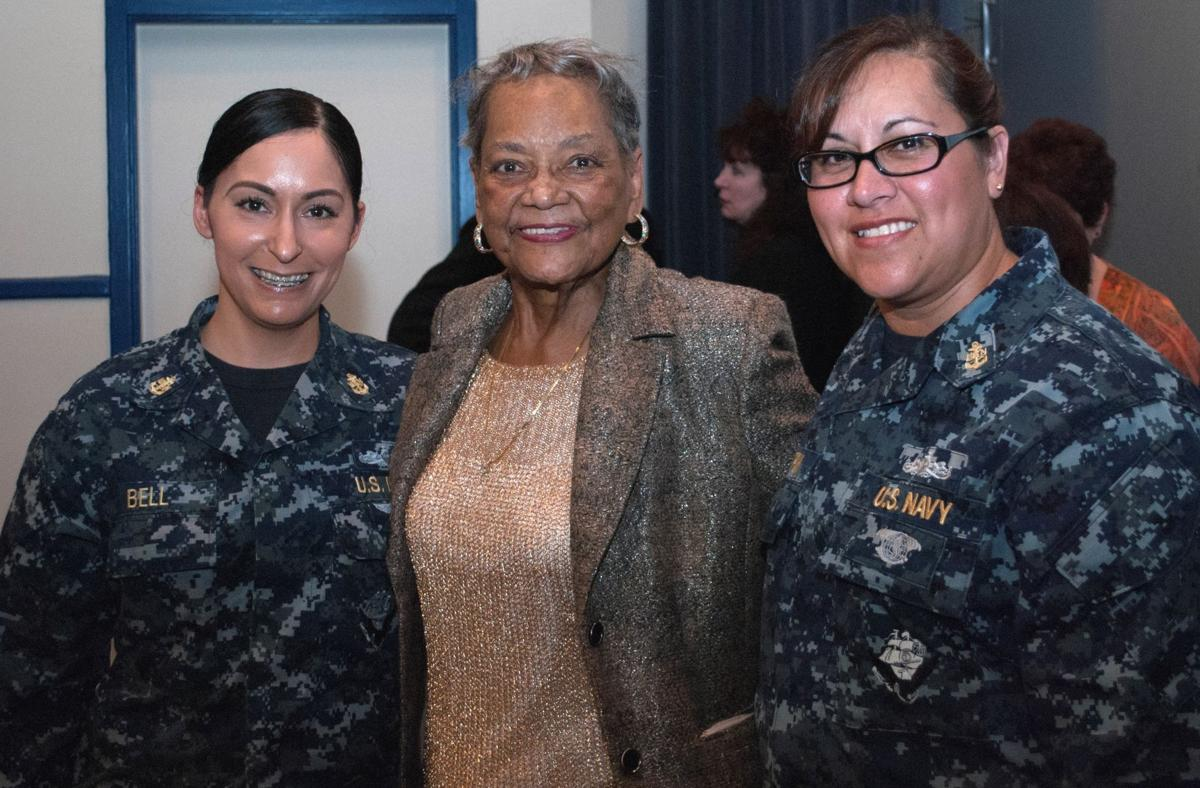
Raye Montague avec des soldates du centre de formation et de préparation Aegis.

Dans les années 1970, son département a un mois pour créer une conception de navire générée par ordinateur. En modifiant des systèmes automatisés existants, Montague crée le projet initial de la frégate de classe Oliver Hazard Perry en 19 heures environ.  Grâce à cette réalisation, elle devient la première personne à concevoir un navire à l'aide d'un système informatique. Elle travaille ensuite sur des navires tels que le sous- marin de classe Seawolf et le porte- avions de classe Nimitz Dwight D. Eisenhower. Montague prend sa retraite en 1990.
Montague meurt d'une insuffisance cardiaque congestive le 10 octobre 2018 au Baptist Health Medical Center de Little Rock ,.

## Récompenses
- Meritorious Civilian Service Award (US Navy, 1972)[3]
- Society of Manufacturing Engineers Achievement Award (1978)
- National Computer Graphics Association Award for the Advancement of Computer Graphics (1988)
- Arkansas Women's Hall of Fame (2018)[6]